# サザン鉄道リーダー級蒸気機関車
サザン鉄道リーダー級蒸気機関車（Leader class）は、革新的技師オリバー・ブレイド(Oliver Bulleid) が設計した車軸配置0-6-6-0の実験的関節式蒸気機関車である。設計意図は蒸気運転にともなう短所の多くを取り除くことで、イギリスにおける蒸気列車運行の延命を図ることにあった。
この機関車は新規かつ経験のない特徴を複数有していたが、その革新的特徴が同時に計画中止の理由ともなった。完成した1両の他に、製造中断した2両が存在した。完成した機関車はブライトン付近の旧サザン鉄道路線で試用された。この試験運用に関する報告書により計画は中止され、1951年までに全車が解体処分された。

## 背景
リーダー級の設計は、サザン鉄道の蒸気機関車に関する1944年の報告に由来する。ブレイドによる当初の設計は自身のQ1形に基づくものであった。設計が進むにつれ、ブレイドは電気機関車と共通設計とすることで、従来の蒸気機関車に必須であった作業を省略できると気づいた。初期設計の一つ、0-4-4-0の車軸配置のものは軸重が20トンであり、サザン鉄道の一部線区の許容荷重を超えていた。その結果、ブレイドは最終的に車軸配置0-6-6-0のボギー台車を持ち、車体両端に運転室のある設計を採用した 。

## 設計の詳細
二つの台車は車軸配置0-6-0の蒸気動力台車で、重量軽減のためスリーブバルブと、ブレイド設計のパシフィック蒸気機関車同様のチェーン駆動弁装置が用いられた。また、駆動軸の連動もオイルパンつきの箱に密閉されたチェーンによっていた。火室は機関車中央にあり、第3運転室にいる機関助士が給炭を行なった。
第3運転室は両端の運転室と連絡通路でつながっており、この通路の空間を捻出するため、ボイラーと炭水槽は中心から横にずらして単一のフレーム上に設置されていた（この配置のため、しばしば0-6-6-0 タンク機関車に分類される）。
「リーダー」計画は、経験に基づいた原理によって蒸気機関車を完全に近代化しようとするブレイドの希望と、サザン鉄道東部で運用されていた電気機関車との組合せであった。設計自体は、サザン鉄道の動力部門が老朽化した小型のM7形タンク機関車を置き換える新設計を要求したことによるものであった。当時、蒸気運行に必要な労力を問題視する議論が起こりつつあり、現代の機関車の限界を広げる設計を 1948年の鉄道国有化を目前としたごく短い期間に推し進めねばならないとブレイドは認識していた。
ブレイドが提示した複数の設計案には、彼自身が手掛けたQ1形を両運転台仕様にして転車台での転向を不要としたものもあったが、運用部門には歓迎されなかった。
リーダー級につながる最終的な設計概要では、保守をほとんど必要としない高出力と、車両の両端で運転可能であることが要求された。設計には「万能」と銘打たれ、客貨両用かつ入線可能路線の制限の少なさが求められた。その回答としてブレイドが描いた設計は二台車車体にして両端運転台間の連絡通路を車内に有するものであったが、この通路のために片側に寄せられたボイラーが後に重大な問題を招くこととなった。
リーダー級の試作は、ブライトン鉄道工場で1947年に始まった。1946年にまず5両が発注され、1947年にはさらに31両が発注されたが、追加発注は見せかけであって、国有化に対するサザン鉄道のカードの一部に過ぎなかった。実験継続のため、追加発注は国有化後に中止された。

### 台車およびシリンダー
各台車は三気筒で、その駆動軸はオイルパンつきの密閉箱内のチェーンで連動しており、弁装置はブレイドのパシフィック形蒸気機関車で用いられたブレイド式チェーン駆動弁装置に基づくものであった。バルブには、珍しいことにスリーブバルブが、元LBSCRのアトランティック車軸配置の蒸気機関車「ハートランド・ポイント」 (Hartland Point) でリーダー級製造中に試験の上用いられた。リーダー級はセシル・ウォルター・パジェ(Cecil Walter Paget)の1908年の蒸気機関車以降、設計時点からスリーブバルブを採用した最初の蒸気機関車であったが、製造と並行して「ハートランド・ポイント」を用いた試験を行なっていることは、リーダー級の概念設計が如何に急拵えであったかを示唆している。
スリーブバルブと油槽による可動部分の潤滑は、内燃機関での成功をヒントとしたものである。スリーブバルブを軸のまわりに25度回転させる往復装置を追加して駆動部分の潤滑を均等に行ない、それによりスリーブバルブの「ひきつけ」を避けるという決定も自動車での経験に基づくものである。しかし、この機構は複雑過ぎて保守が難しく、なくなった筈の「ひきつけ」を起こす結果となった。この機構は試験が進んだ段階で取り除かれた。台車設計でブレイドが固執したもう一つの新機軸は前後に全く同じ設計の台車を用いることで、それによりオーバーホール時に新しい台車と交換できるようにしたことである。
三気筒は一体鋳造され、各気筒は二つの円環状給気蒸気室と一つの大きな排気蒸気室に囲まれていた。この蒸気室により各気筒は高温蒸気で温められ、その結果、供給される蒸気の温度ひいては圧力が保たれる様設計されていた。しかし、実際に鋳造してみると正確な機械加工が難しいことがわかった。給排気ポートのシーリングリングは、各気筒とスリーブバルブに 24 箇所ずつ、合計で144箇所にも及び、実に複雑であった。

### ボイラー・火室・煙室

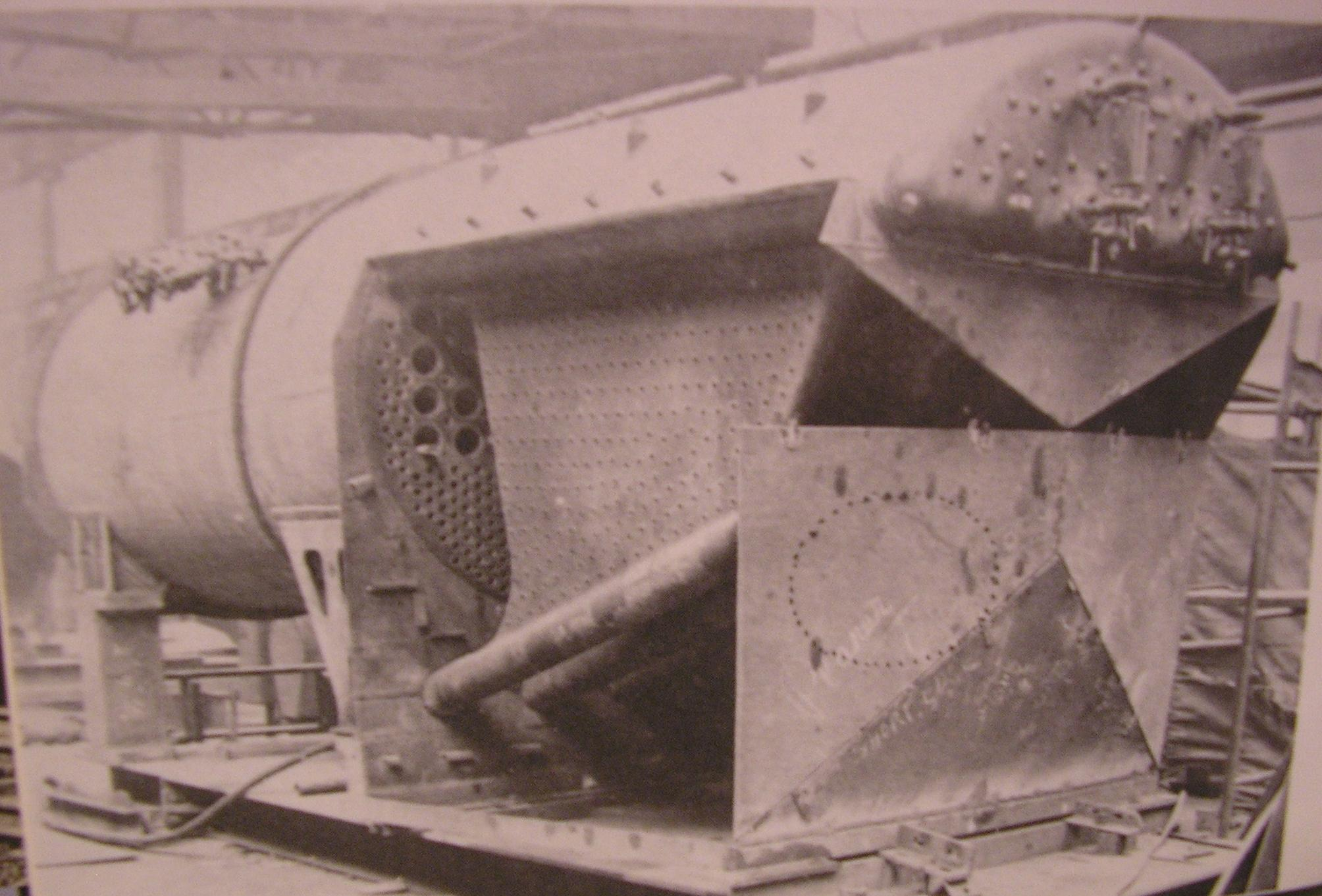
リーダー級のボイラーと火室、焚口が横にずれているのが穿たれた穴の連続で示されている、また4本あるサーミックサイホンのうち2本も見えている

ボイラーはブレイドのパシフィックでの経験を反映した、蒸気発生効率の良いものであった。イーストレイで全数が製造されたリーダ級のボイラーは、計画全体を通じて最も問題の少ない部分であった。ボイラー圧力は280 psi（ポンド毎平方インチ）で、火室下部よりボイラーに入る水をあらかじめ温めるよう、四つの熱サイフォンが設置されていたのはブレイドのマーチャントネイビー、ウェスト・カントリー級およびバトル・オブ・ブリテン級と同様である。
リーダー級の火室は「乾式」であり、頂部および側面にウォータージャケットはなかった。火室は鋼板溶接で、断熱には水ではなく耐火煉瓦が用いられたが、これは新しい試みであると同時に問題でもあった。耐火煉瓦により火格子面積は47平方フィートから25.5平方フィートに減少し、炎が狭い領域に集中することになった。焚口は左側に寄せられており、機関助士にとっては扱いが難しかった。
当初、火室に煉瓦アーチはなかったが、1950年夏に後から設置された。煉瓦アーチにより、高出力時に炎が運転室に入り込む問題が生じた。熱サイフォンは以前のパシフィック形機関車同様にうまく機能していた。
煙室の真空を維持できないことも、労力低減を目的としたブレイドのもう一つの新機軸、すなわち、運転室からスライドハッチを操作して、走行中に灰を除去する機構の故であった。実際にはスライドハッチ周囲に灰が残ると煙室に常時空気が流れ込み、機関車全体の効率低下を招いた。強力な排気ブラストも、灰や燃えさしを大気中に放出し、火災の危険性を増す可能性があった。
今日のディーゼル機関車に似た形状の鋼板で構成された車体は、従来の蒸気機関車のデザインとの決別を示すものであった。これは、客車洗浄装置を利用して保守労力を減らすことを意図したものであった。

## 製造過程ならびに試験

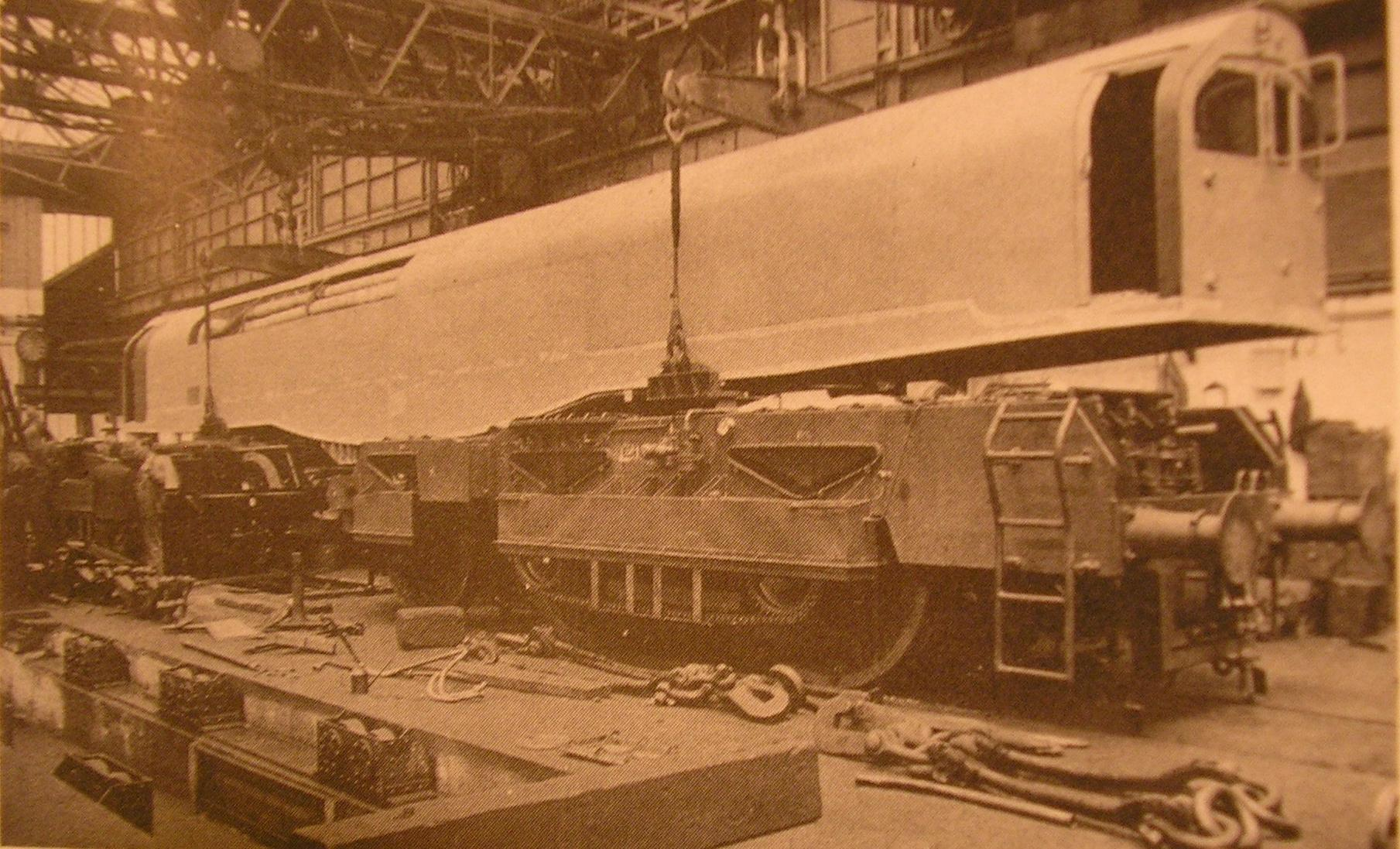
1949年5月にブライトンにて動力台車の上に搭載されるリーダー級の車体、この車体により、客車と同じ洗浄線で洗車可能になった

試作車の36001号機は、1949年6月にブライトン鉄道工場を出場し、即座にイングランド南東部での試験運用に入った。ブライトンに保管されている公式試験記録には、走行中に起きた様々な段階の成功と不良点の両方が報告されている。試験走行の結果はメリルボーンにあるイギリス国鉄本部への報告ではリーダー級の利点、すなわちボイラー、ブレーキ、全軸駆動についての「賞賛の欠如が顕著」とされていた。なぜこのような事態に陥ったかについては諸説あるが、なかでももっともらしいのは、現状維持を旨とするブライトンの保守的な鉄道労働者にとって、ブレイドの設計が革新的に過ぎたということである。
リーダー級の残りの36002から36005は、開発終了時点で製造途中にあった。36002はほぼ完成しており、36003は車体を残すのみであったが、36004と36005は主要部品はイーストレイとブライトンで完成していたものの組み立てられていたのは台枠程度であった。

## 運用の詳細
1年間続いた試験で、36001には多くの根本的欠陥があることが判明した。すなわち、石炭と水の大量消費、機械的信頼性の低さ、機関士と機関助士両者にとっての耐え難い労働条件、台車の荷重不均等などである。LNERのダイナモメーターカーを用いたブライトンとイーストレイの間での試験走行では、多量の燃料消費とその石炭をくべる機関助士の重労働と引き換えに、良好な走行が実現できた。ブレーキの効きはブレイドの設計した機関車のなかでは最良だったが、過密ダイヤからすれば制動緩解が遅すぎ、全体としてはどちらかというと悪い部類であった。 
36001の試験中、火室の耐火煉瓦による内張りが崩壊するという問題を常に起きていた。
この耐火煉瓦は鋳鉄に置き換えられたがそれも火室内の強い火炎で融解し、さらに厚さ9インチの耐火煉瓦に置き換えられた。機関助士からは、中央機関室の狭さについての不満が頻々と出され、高出力条件では火室からの炎が機関室に入り込むという問題点が状況をさらに悪化させた。中央機関室は常時高温に晒される閉鎖空間であり、写真から判断する限り、機関室側面の唯一の扉は換気のため走行中常に開放されていた。
機関室に火夫用の扉が一つしかないことは、万が一の横転時に脱出不能になるおそれがあると批判された。
片側に寄せたボイラー配置を補うため、連絡通路に多量の死重を置く実験が行なわれた。これは後に連絡通路の床を上げてその下に砕石を入れる形に改められた。この必要不可欠な改修は機関車の重量制限である 150トンを越えることを意味し、試験運用中に乗り入れ可能な路線が著しく制限されることとなった。

### 計画の終焉
1951年、ブレイドがイギリス国鉄からアイルランド国鉄の機械技師長として転出すると（ブレイドは転出先でも同様の泥炭燃焼機関車を製造した）、コンセプトは葬り去られ、5両とも解体処分された。プロジェクト全体で 178,865ポンド5シリング0ペンスの税金が費されたが、このことをマスコミが報道した 1953年には、プロジェクト全体で 500,000 ポンドが無駄になったとされた。ブレイドの転出後、プロジェクトの責任者であったR. G. ジャーヴィスは、概念設計上の問題点を解決するには根本から設計しなおさねばならないことを強調した。リーダー級の車両は1950年代以降まで残ることはなく、36001のナンバープレートがヨークのイギリス国立鉄道博物館に残されるのみである。2008年には、機関車に取り付け予定だった製造銘板がオークションにかけられたが、この銘板が実際に用いられることはなかった。

## 塗装と番号

### サザン鉄道時代
プロジェクトがサザン鉄道の保護下にある間、36001 には「CC101」という番号があたえられる予定であった。ブレイドは、第一次世界大戦前のウェスティングハウス・エレクトリックのフランス支店での経験ならびに大戦中の鉄道運用部門での経験から、大陸風車両番号の提唱者だった。サザン鉄道の車両番号はUIC方式の応用であり、Cは動軸数（この場合、一台車あたりの軸数）が3軸であることを意味している。車両全体では6軸であるから、初期生産分の車両番号は「CC101」から「CC105」となる筈であった。

### 国有化後

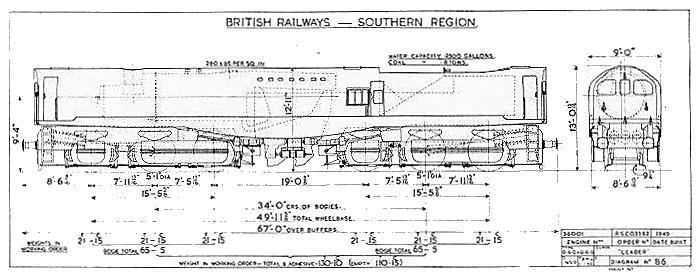
リーダー級の形式図

運用中の塗装は、かつての公式写真用グレーに赤と白の線を施したものであった。イギリス国鉄のマークである「サイクリング・ライオン」も用いられたが、公式写真撮影後、特に説明なく塗りつぶされた。車両番号はイギリス国鉄の標準的な方式に従い、36001以降が割り当てられた。
もし、リーダー級が本生産に移行していたら、イギリス国鉄の混合列車/貨物列車用機関車の塗装である黒に赤と白の線という塗装が施されたことであろう。36001に当初この塗装が施された事を示す写真が残されているが、これは公式写真撮影前の写真であり、後に公式写真用グレーに塗り替えられた。

## 参考資料
- Ian Allan ABC of British Railways Locomotives, 1950 edition
- Carter, Ernest F.: Unusual Locomotives (Frederick Muller Ltd., 1960)
- Nock, O.S.: Southern Steam (Newton Abbot: David and Charles, 1972)
- Robertson, Kevin: Leader and Southern Experimental Steam (Stroud: Alan Sutton Publishing, 1990)
- Tufnell, Robert: Prototype Locomotives (Newton Abbot: David and Charles, 1985)